# Ian Campbell (11e duc d'Argyll)
Pour les articles homonymes, voir Ian Campbell et Campbell.
Ian Douglas Campbell, 11e et 4e duc d'Argyll (18 juin 1903 - 7 avril 1973) est un pair écossais. On se souvient surtout de lui pour son mariage malheureux et son divorce retentissant avec Margaret Whigham.

## Jeunesse
Ian Douglas Campbell est né à Paris. Il est le fils de Douglas Walter Campbell et de son épouse, Aimee Marie Suzanne Lawrence. Il est un arrière-petit-fils de George Campbell (8e duc d'Argyll). Il hérite du duché de son cousin issu de germain, Niall Diarmid Campbell (10e duc d'Argyll), en 1949.

## Vie privée
Argyll se marie quatre fois. Son premier mariage est avec Janet Gladys Aitken (9 juillet 1908 - 1988), fille du magnat des affaires et Magnat des médias Max Aitken, le 12 décembre 1927. Ils ont une fille :
- Jeanne Campbell (1928-2007), qui épouse Norman Mailer en 1962 et ils divorcent en 1963. Ils ont une fille. Elle se remarie avec John Cram en mars 1964. Ils ont une fille.

Ian et Janet divorcent en 1934. Il se remarie avec Louise Hollingsworth Morris Vanneck, née Clews (décédée le 10 février 1970), fille de Henry Clews et de son épouse Louise Hollingsworth Morris (ex-épouse de 1894 à 1901 de Frederick Gebhard) de Baltimore, Maryland, et ancienne épouse d'Andrew Vanneck (mariage 1930-1933) le 23 novembre 1935. Ils ont deux fils :
- Ian Campbell (12e duc d'Argyll) (1937-2001), qui épouse Iona Colquhoun le 4 juillet 1964. Ils ont deux enfants[2] :
  - Torquhil Campbell (13e duc d'Argyll) (né en 1968),
  - Louise Iona Campbell (née en 1972), qui épouse Anthony Burrell le 18 avril 1998. Ils ont deux enfants ;
- Colin Ivar Campbell (né en 1946), qui épouse Georgia Arianna Ziadie le 23 mars 1974 et ils divorcent en 1975.

Ce mariage se termine également par un divorce, en 1951.
Le troisième mariage d'Argyll est avec Margaret Whigham (1er décembre 1912 - 25 juillet 1993), mère de la duchesse de Rutland, Frances Helen Sweeny, issue de son précédent mariage avec Charles Sweeny. Ils se marient le 22 mars 1951. Margaret est une figure de la société. Le mariage est sans enfant et ils divorcent en 1963. Dans la tristement célèbre procédure de divorce, le duc produit des photographies Polaroid de la duchesse ne portant que sa triple chaîne de perles tout en faisant une fellation à un homme non identifié. Cela provoque  des remous dans la société, pas prête pour admettre ce genre de pratique et le divorce est accordé, pour raisons d'adultère avec un autre homme.
Le quatrième et dernier mariage d'Argyll est avec Mathilda Coster Mortimer (20 août 1925 - 6 juin 1997) le 15 juin 1963. Mathilda, qui a d'abord été mariée à Clemens Heller, fondateur du Salzburg Global Seminar, une école à Salzbourg, en Autriche, est la petite-fille du banquier et clubman de New York, William B. Coster. De ce mariage, il a une fille :
- Elspeth Campbell (1967-1967), qui n'a vécu que cinq jours[2].

Ils restent mariés jusqu'à la mort du duc le 7 avril 1973, dans une maison de retraite à Édimbourg. Il est remplacé par son fils Ian.
Alors que la plupart des ducs et des duchesses d'Argyll sont enterrés à l'église paroissiale de Kilmun, le 11e duc et son fils, le 12e duc, ont tous deux choisi d'être enterrés sur l'île d'Inishail dans le Loch Awe.